# 克馬河 (阿爾漢格爾斯克州)
64°50′29″N 47°31′14″E / 64.84139°N 47.52056°E

克馬河是俄羅斯的河流，由阿爾漢格爾斯克州負責管轄，屬於梅津河的右支流，河道全長219公里，流域面積約2,630平方公里，發源自季曼嶺，河水主要來自融雪。